# Parasoltræ-slægten
Parasoltræ (Sciadopitys) er en slægt med en enkelt, japansk art. Slægtsbeskrivelsen er derfor sammenfaldende med artsbeskrivelsen.
| Arter |

- Parasoltræ (Sciadopitys verticillata)